# Oderwiesen Neurüdnitz
Oderwiesen Neurüdnitz este o arie protejată (arie specială de conservare — SAC, sit de importanță comunitară — SCI) din Germania întinsă pe o suprafață de 1.046,33 ha, integral pe uscat.

## Localizare
Centrul sitului Oderwiesen Neurüdnitz este situat la coordonatele 52°49′02″N 14°11′27″E / 52.8172°N 14.1908°E.

## Înființare
Situl Oderwiesen Neurüdnitz a fost declarat sit de importanță comunitară în septembrie 2000 pentru a proteja 11 specii de animale. Situl a fost protejat și ca arie specială de conservare în iunie 2008.

## Biodiversitate
Situată în ecoregiunea continentală, aria protejată conține 6 habitate naturale: Lacuri eutrofice naturale cu vegetație de tip Magnopotamion sau Hydrocharition, Cursuri de apă de la nivel de câmpie la nivel montan, cu vegetație Ranunculion fluitantis și Callitricho-Batrachion, Râuri cu maluri nămoloase cu vegetație de Chenopodion rubri p.p. și Bidention p.p., Liziere de ierburi înalte hidrofile de câmpie și de nivel montan până la alpin, Pajiști aluvionare inundabile, de Cnidion dubii, Fânețe de joasă altitudine (Alopecurus pratensis, Sanguisorba officinalis).
La baza desemnării sitului se află mai multe specii protejate:
- amfibieni (1): buhai de baltă cu burta roșie (Bombina bombina)
- mamifere (2): castor (Castor fiber), vidră de râu (Lutra lutra)
- nevertebrate (2): fluturele purpuriu (Lycaena dispar), Ophiogomphus cecilia
- pești (6): avat (Aspius aspius), zvârluga (Cobitis taenia), Gobio belingi, Lampetra fluviatilis, țipar (Misgurnus fossilis), boarță (Rhodeus sericeus amarus)